# James Rolleston
James Rolleston (8 giugno 1997) è un attore neozelandese, famoso per aver recitato nei film Boy e The Dark Horse.

## Biografia

### Primi anni
James Rolleston è nato l'8 giugno 1997 in Nuova Zelanda. Rolleston è di Opotiki.

### Carriera
Rolleston ha esordito come attore nel film Boy di Taika Waititi, interpretando il ruolo principale del bambino che idolatra suo padre. Boy è diventato il film locale di maggior successo uscito in Nuova Zelanda fino ad oggi. Nel 2014 ha interpretato ruoli in altri due film: il dramma acclamato dalla critica The Dark Horse, in cui ha recitato insieme a Cliff Curtis e il film d'azione The Dead Lands - La vendetta del guerriero. Rolleston ha anche recitato in Pork Pie, remake del 2017 del classico neozelandese Goodbye Pork Pie.
Rolleston è apparso spesso in spot televisivi della Vodafone New Zealand.

### Vita privata
Il 26 luglio 2016, Rolleston è stato accusato di guida pericolosa mentre guidava con il caro amico Kaleb Maxwell, quando il veicolo in cui si trovavano si è schiantato contro un ponte a Opotiki. Rolleston è rimasto gravemente ferito nell'incidente riportando ferite alla parte inferiore del corpo e al cervello. A novembre 2016 ha fatto la sua prima apparizione pubblica, presentando il Supreme Award agli Attitude Awards Archiviato il 19 novembre 2017 in Internet Archive.. Ha parlato del suo continuo recupero, rivelando che ha avuto bisogno della riabilitazione per imparare nuovamente a camminare, parlare ed le abilità motorie di base.

## Filmografia

### Cinema
- Boy, regia di Taika Waititi (2010)
- Frosty Man and the BMX Kid, regia di Tim McLachlan - cortometraggio (2010)
- Man, regia di Richard Hughes - cortometraggio (2014)
- The Dark Horse, regia di James Napier Robertson (2014)
- The Dead Lands - La vendetta del guerriero (The Dead Lands), regia di Toa Fraser (2014)
- The Rehearsal, regia di Alison Maclean (2016)
- Pork Pie, regia di Matt Murphy (2017)
- Breaker Upperers - Le sfasciacoppie (The Breaker Upperers), regia di Madeleine Sami e Jackie van Beek (2018)
- Lowdown Dirty Criminals, regia di Paul Murphy (2020)

### Televisione
- Shortland Street – serie TV, 22 episodi (2018)
- Golden Boy – serie TV, 16 episodi (2019-2020)

## Riconoscimenti
- 2010 – New Zealand Film and TV Awards
  - Nomination Best Lead Actor in a Feature Film per Boy
- 2014 – New Zealand Film and TV Awards
  - Miglior attore non protagonista per The Dark Horse
  - Nomination Miglior attore per The Dead Lands - La vendetta del guerriero
- 2017 – New Zealand Film and TV Awards
  - Nomination Miglior attore per The Rehearsal